# 코바치 어델
코바치 어델(Kováts Adél, 1962년 6월 18일 ~ )은 헝가리의 배우이다.